# La Ciotat
La Ciotat je grad u departmanu Bouches-du-Rhône u regiji Provansa-Alpe-Azurna obala u južnoj Francuskoj

## Gradovi prijatelji/bliznaci/pobratimi
- Bridgwater, Engleska
- Kranj, Slovenija
- Singen, Baden-Württemberg, Njemačka
- Torre Annunziata, Italija

## Vanjske poveznice
- La Ciotat

|  | Portal Francuske – Pristup člancima s tematikom o Francuskoj. |